# Liste des anciennes communes de la province de Gueldre
En 1812, la province néerlandaise de Gueldre comptait 136 communes. Depuis 2019, il n'y a plus que 51.

## Liste des fusions des communes de Gueldre

### 2019
- Geldermalsen > West Betuwe*
- Lingewaal > West Betuwe*
- Neerijnen > West Betuwe*

### 2018
- Rijnwaarden > Zevenaar

### 2016
- Groesbeek > Berg en Dal - modification du nom officiel

### 2015
- Millingen aan de Rijn > Groesbeek
- Ubbergen > Groesbeek

### 2006
- Groenlo > Oost-Gelre - modification du nom officiel

### 2005
- Angerlo > Zevenaar
- Bergh > Montferland*
- Borculo > Berkelland*
- Didam > Montferland*
- Dinxperlo > Aalten
- Eibergen > Berkelland*
- Gendringen > Oude IJsselstreek*
- Gorssel > Lochem
- Hengelo > Bronckhorst*
- Hummelo en Keppel > Bronckhorst*
- Lichtenvoorde > Groenlo
- Neede > Berkelland*
- Ruurlo > Berkelland*
- Steenderen > Bronckhorst*
- Vorden > Bronckhorst*
- Warnsveld > Zutphen
- Wehl > Doetinchem
- Wisch > Oude IJsselstreek*
- Zelhem > Bronckhorst*

### 2003
- Bemmel > Lingewaard – modification du nom officiel
- Kesteren > Neder-Betuwe - modification du nom officiel

### 2002
- Dodewaard > Kesteren
- Echteld > Kesteren

### 2001
- Elst > Overbetuwe*
- Gendt > Bemmel
- Heteren > Overbetuwe*
- Huissen > Bemmel
- Valburg > Overbetuwe*

### 2000
- Hoevelaken > Nijkerk

### 1999
- Ammerzoden > Maasdriel
- Brakel > Zaltbommel
- Hedel > Maasdriel
- Heerewaarden > Maasdriel
- Kerkwijk > Zaltbommel
- Lienden > Brakel
- Maurik > Brakel
- Rossum > Maasdriel

### 1987
- Vuren > Lingewaal - modification du nom officiel

### 1986
- Asperen > Vuren
- Herwijnen > Vuren
- Heukelum > Vuren

### 1985
- Herwen en Aerdt > Rijnwaarden*
- Pannerden > Rijnwaarden*
- Wamel > West Maas en Waal - modification du nom officiel

### 1984
- Appeltern > Wamel
- Batenburg > Wijchen
- Bergharen > Wijchen
- Dreumel > Wamel
- Horssen > Druten

### 1980
- Ewijk > Beuningen[1]
- Overasselt > Heumen[1]

### 1978
- Beesd > Geldermalsen
- Beusichem > Buren
- Buurmalsen > Geldermalsen
- Deil > Geldermalsen
- Est en Opijnen > Neerijnen*
- Haaften > Neerijnen*
- Ophemert > Neerijnen*
- Varik > Neerijnen*
- Waardenburg > Neerijnen*
- Zoelen > Buren

### 1974
- Doornspijk > Elburg

### 1972
- Création de Nunspeet par démembrement de la commune d’Ermelo

### 1971
- Laren > Lochem

### 1958
- Suppression d’Alem, Maren en Kessel (Brabant-Septentrional) ; Alem passe au Gueldre et est rattaché à Maasdriel

### 1956
- Wadenoijen > Tiel et Zoelen

### 1955
- Gameren > Kerkwijk
- Hemmen > Valburg
- Hurwenen > Rossum
- Nederhemert > Kerkwijk
- Poederoijen > Brakel
- Zuilichem > Brakel

### 1954
- Millingen > Millingen aan de Rijn - modification du nom officiel

### 1944
- Driel > Maasdriel - modification du nom officiel

### 1933
- Rosendaal > Rozendaal - modification du nom officiel

### 1923
- Balgoij > Overasselt
- Doorwerth > Renkum
- IJzendoorn > Echteld

### 1920
- Ambt Doetinchem > Doetinchem*
- Stad Doetinchem > Doetinchem*

### 1854
- Loenen en Wolferen > Valburg
- Verwolde > Laren

### 1831
- Dorth > Gorssel

### 1822
- Lede en Oudewaard > Kesteren

### 1821
- Everdingen passe du Gueldre à la province de la Hollande-Méridionale
- 's-Heerenberg > Bergh*
- Rétablissement de Heerewaarden à partir de Rossum
- Rétablissement de Hurwenen à partir de Rossum
- Netterden > Bergh*
- Zeddam > Bergh*

### 1819
- Beltrum > Eibergen

### 1818

#### Fusion
- Aalst > Poederoijen
- Afferden > Druten
- Alphen > Appeltern
- Beek > Ubbergen
- Beekbergen > Apeldoorn
- Bennekom > Ede
- Bredevoort > Aalten
- Dieren > Rheden*
- Elden > Elst
- Etten > Gendringen
- Geesteren > Borculo
- Heerewaarden > Rossum* - commune rétablie en 1821
- Hernen > Bergharen
- Herveld > Valburg et Loenen en Wolferen*
- Herwen > Herwen en Aerdt* et Pannerden
- Heusden > Kesteren*
- Hummelo > Hummelo en Keppel* et Ambt Doetinchem*
- Hurwenen > Rossum* – commune rétablie en 1821
- Keppel > Hummelo en Keppel*
- Leeuwen > Wamel
- Lent > Elst
- Lobith > Herwen en Aerdt*
- Loenen > Apeldoorn
- Lunteren > Ede
- Maasbommel > Appeltern
- Niftrik > Wijchen
- Nunspeet > Ermelo
- Nijbroek > Voorst
- Ooij en Persingen > Ubbergen
- Oosterbeek > Renkum et Doorwerth*
- Oosterwolde > Doornspijk
- Otterlo > Ede
- Puiflijk > Druten
- Terborg > Wisch
- Twello > Voorst
- Vaassen > Epe
- Varsseveld > Wisch
- Veessen > Heerde
- Velp > Rheden* et Rosendaal*
- Weurt > Beuningen
- Wilp > Voorst
- Winssen > Ewijk

#### Changement de nom
- Bruchem > Kerkwijk – modification du nom officiel
- Dalem > Vuren - modification du nom officiel
- Hien en Dodewaard > Dodewaard - modification du nom officiel
- Ochten > Echteld - modification du nom officiel
- Opijnen > Est en Opijnen - modification du nom officiel

#### Création
- Création de Herwen en Aerdt à partir des communes de Herwen et Lobith (communes supprimées)
- Création de Kesteren par démembrement des communes de Lienden et de Heusden (commune supprimée)
- Création de Haaften par démembrement de la commune de Herwijnen
- Création de Valburg par démembrement de la commune d’Elst
- Création de Wadenoijen par démembrement de la commune de Zoelen

#### Rétablissement
- Rétablissement d’Ambt Doetinchem à partir de Hummelo
- Rétablissement de Buurmalsen à partir de Geldermalsen
- Rétablissement de Doorwerth à partir d’Oosterbeek
- Rétablissement de Dorth à partir de Gorssel
- Rétablissement de Lede en Oudewaard à partir de Lienden
- Rétablissement de Loenen en Wolferen à partir de Herveld
- Rétablissement d’Ophemert à partir de Varik
- Rétablissement de Rosendaal à partir de Velp
- Rétablissement de Verwolde à partir de Laren
- Rétablissement d’IJzendoorn à partir d’Ochten

### 1817
- Création de Lobith à partir du territoire prussien et rattachement aux Pays-Bas

### 1814
- Beesd passe de la Hollande-Méridionale au Gueldre
- Culembourg passe de la Hollande-Méridionale au Gueldre
- Hoevelaken passe d’Utrecht au Gueldre
- Scherpenzeel passe d’Utrecht au Gueldre

### 1813
- Création de Duiven par démembrement de la commune de Westervoort. De 1813 à 1816, Duiven a appartenu à la Prusse
- Création d’Elden par démembrement de la commune de Huissen
- Création de Wehl par démembrement de la commune de Zeddam. De 1813 à 1816, Wehl a appartenu à la Prusse

### 1812

#### Fusion
- Ambt Doetinchem > Hummelo - commune rétablie en 1818
- Buurmalsen > Geldermalsen - commune rétablie en 1818
- Doorwerth > Oosterbeek - commune rétablie en 1818
- Dorth > Gorssel - commune rétablie en 1818
- Lede en Oudewaard > Lienden - commune rétablie en 1818
- Loenen en Wolferen > Herveld - commune rétablie en 1818
- Ophemert > Varik - commune rétablie en 1818
- Rosendaal > Velp - commune rétablie en 1818
- Verwolde > Laren - commune rétablie en 1818
- IJzendoorn > Ochten - commune rétablie en 1818

#### Création
- Création de Beekbergen par démembrement de la commune d’Apeldoorn
- Création de Bennekom par démembrement de la commune d’Ede
- Création de Dieren et de Velp par démembrement de la commune de Rheden (commune supprimé)
- Création d’Etten par démembrement de la commune de Gendringen
- Création de Garderen par démembrement de la commune de Barneveld
- Création de Loenen par démembrement de la commune d’Apeldoorn
- Création de Lunteren par démembrement de la commune d’Ede
- Création de Nunspeet par démembrement de la commune d’Ermelo
- Création d’Oosterwolde par démembrement de la commune de Doornspijk
- Création d’Otterlo par démembrement de la commune d’Ede
- Création de Terborg par démembrement de la commune de Wisch
- Création de Twello par démembrement de la commune de Voorst
- Création de Vaassen par démembrement de la commune d’Epe
- Création de Varsseveld par démembrement de la commune de Wisch
- Création de Veessen par démembrement de la commune de Heerde
- Création de Voorthuizen par démembrement de la commune de Barneveld
- Création de Wilp par démembrement de la commune de Voorst

## Référence et source
- (nl) Ad van der Meer et Onno Boonstra, Repertorium van Nederlandse gemeenten 1812-2006, DANS Data Guide 2, La Haye, 2006

1. 1 2  Aanvullingen en errata